# Szűcs Miklós (színigazgató)
Szűcs Miklós (Székesfehérvár, 1945. október 7. –) magyar újságíró, színigazgató, bölcsész-tanár.

## Életpályája
1964-ben érettségizett a Toldy Ferenc Gimnáziumban. 1970-ben diplomázott az ELTE magyar-történelem szakán. 1970-től a Hírlapkiadó Vállalatnál előbb gyakornokként, majd újságíróként dolgozott. 1970-1973 között a MÚOSZ Újságírói Iskoláját is elvégezte. 1970-1980 között rendszeresen írt színikritikákat a Színház című folyóiratban. 1972-től dolgozott a Magyar Színházművészeti Szövetségben, 1979-1990 között a szövetség ügyvezető titkára volt. 1990-2012 között a Budapesti Kamaraszínház igazgatója volt.

## Díjai és kitüntetései
- Szocialista Kultúráért (1985)
- Magyar Köztársasági Érdemrend Tisztikeresztje (1998)
- Hevesi Sándor-díj (2002)
- Bánffy Miklós-díj (2006)
- Magyar Nemzeti Vagyonkezelő Zrt. Életmű-díj (2009)